# Prix culinaire international Pierre-Taittinger
 (avril 2013).
Si vous disposez d'ouvrages ou d'articles de référence ou si vous connaissez des sites web de qualité traitant du thème abordé ici, merci de compléter l'article en donnant les références utiles à sa vérifiabilité et en les liant à la section « Notes et références ».
Le prix culinaire international Pierre-Taittinger ou prix culinaire international Le Taittinger est un concours de gastronomie, rebaptisé en 2024,   Prix Arsnova de cuisine d'auteur.

## Historique
Fondé en 1967 par la maison de Champagne Taittinger, en hommage à son fondateur Pierre Taittinger (1887-1965, famille Taittinger) ce concours organisé et jugé par des professionnels, réputé pour son extrême difficulté, à permis de révéler des jeunes talents, dont de nombreux chefs cuisiniers étoilés au guide Michelin. Il récompense les chefs sachant concilier créativité et règles classiques de la gastronomie. 

## Quelques lauréats
- 1967 : Michel Comby[1]
- 1968 : Guy Legay
- 1970 : Joël Robuchon
- 1976 : Paul Van Gessel
- 1985 : Michel Roth (restaurant « L'Espadon  » de Hôtel Ritz à Paris)
- 1989 : Régis Marcon
- 1996 : Christophe Marguin
- 1999 : Pierre-Franck Salamon (restaurant « Le Pirate » à Ferney-Voltaire)
- 2002 : Stéphane Buron (restaurant de l'hôtel Le Chabichou à Courchevel)
- 2005 : Jérôme Ryon (restaurant « La Barbacane » de l'Hôtel de la Cité de Carcassonne)[2]
- 2007 : David Sauvignet
- 2010 : David Castagnet (restaurant de l'hôtel La Pyramide à Vienne (Isère))
- 2012 : Christophe Schmitt (restaurant « Le Diane » de l'Hôtel Fouquet's Barrière à Paris)
- 2016 : Jérémy Desbraux[3]
- 2017 : Tom Meyer
- 2024 : Louis Dupuy-Roudel[4]
- 2025 : Franz-Josef Unterlechner

## Premier prix
- La coupe des vainqueurs sur laquelle est gravée le nom des lauréats
- La médaille « Prix culinaire international Pierre-Taittinger »
- Un chèque de 20 000 €